# Pattalus mollis
Pattalus mollis is een zeekomkommer uit de familie Cucumariidae.
De wetenschappelijke naam van de soort werd in 1868 gepubliceerd door Emil Selenka.